# ГК «Пионер»
Группа компаний «Пионер» (ГК «Пионер») — российская инвестиционно-девелоперская компания. Специализируется на реализации проектов жилой и коммерческой недвижимости с последующим управлением и сервисным обслуживанием.

## История
ГК «Пионер» начала деятельность в 2001 году. За первые десять лет работы девелопер построил около 600 тысяч квадратных метров жилья в Санкт-Петербурге и Москве.
В 2011 году ГК «Пионер» вывела на рынок формат апарт-отелей с сервисным обслуживанием под брендом YE’S, ставший международной сетью. Менеджментом сети занимается одноименная гостиничная управляющая компания.
ГК «Пионер» инициировала программу развития сети YE’S по франшизе, доступную для девелоперов всех регионов России и стран СНГ.
В 2020 году компания вошла в список системообразующих организаций строительной отрасли и ЖКХ.
С 2022 года компания развивает зарубежные проекты в ОАЭ (Дубаи, Абу-Даби).

## Деятельность
ГК «Пионер» занимается реализацией проектов жилой и коммерческой недвижимости, а также созданием объектов социальной инфраструктуры. На 2024 год в портфеле компании — 2,9 млн квадратных метров завершённых объектов и более 1,6 млн квадратных метров в стадии проектирования и строительства.

### Жилая недвижимость
ГК «Пионер» одной из первых вывела на рынок формат зонтичного бренда: в линейку вошли жилые кварталы LIFE в Санкт-Петербурге и Москве.
В число объектов, возводимых компанией, входят квартал небоскребов HIGH LIFE, жилые кварталы LIFE Варшавская, PRIDE и SHIFT и клубный дом OPUS в Москве.

### Коммерческая недвижимость
В 2020 году ГК «Пионер» диверсифицировала бизнес и вышла на рынок офисной недвижимости столицы, а также подписала с Правительством Москвы первое соглашение по программе мест приложения труда (МПТ) о строительстве бизнес-парка ОSTANKINO и многофункционального комплекса BOTANICA. Позже было заключено соглашение по строительству детского сада и школы в жилом квартале LIFE Варшавская. Всего в рамках МПТ компания создаёт более 16,5 тысяч рабочих мест.

## Собственники
Компания основана в 2001 году Леонидом Максимовым и Андреем Грудиным, бизнесмены владели ей в равных долях. С 2020 года единственный владелец ГК «Пионер» — Леонид Максимов, который выкупил долю Андрея Грудина. До 2019 года Максимов занимал пост председателя Совета директоров, после три года возглавлял компанию как генеральный директор. В 2022 году Максимов передал операционное управление Алексею Мирошникову, сосредоточившись на разработке стратегического видения и зарубежных проектах.

## Финансовые показатели
2023 — Эксперт РА: ruA-; АКРА: A-(RU); НКР: A-.ru.
2024 — Эксперт РА: ruA-; АКРА: A-(RU); НКР: A-.ru.

## Рейтинги и награды
В 2021 году компания вошла в рейтинг Forbes «20 крупнейших застройщиков», заняв 4 место в блоке «Жилье бизнес-класса».
В 2020, 2021, 2022, 2024 году компания и проекты стали победителями премии Urban.
В 2024 году компания стала третьей в сегменте продаж в рейтинге РБК по коммерческой недвижимости. По итогам 2021 года ГК «Пионер» была лидером среди девелоперов в сегменте офисной недвижимости.